# Luupuvesi
Luupuvesi är en sjö i Finland. Den ligger i kommunen Kiuruvesi i landskapet Norra Savolax, i den centrala delen av landet, 400 km norr om huvudstaden Helsingfors. Luupuvesi ligger 127 meter över havet. Den är 1,68 meter djup. Arean är 7,04 kvadratkilometer och strandlinjen är 25,05 kilometer lång. Sjön  ingår i Vuoksens huvudavrinningsområde.   I omgivningarna runt Luupuvesi växer i huvudsak blandskog.